# Georg Wiesend
Max Georg Wiesend (* 8. November 1807 in Kufstein; † 19. Juni 1881 in Berchtesgaden) war ein bayerischer Jurist, Politiker, Zeichner, Maler, Altertumsforscher und Mäzen.

## Leben

### Ausbildung
Geboren im damals bayerischen Kufstein als Sohn des Landrichters Josef Wiesend und dessen Frau Violante, geb. Freyin von Gumppenberg, zog Wiesend 1812 mit seinen Eltern zunächst nach Miesbach, 1816 nach München um. Hier besuchte er von 1817 bis 1825 das Königliche Erziehungs-Institut für Studierende (Holland’sches Institut). Sein Lieblingsfach war das Zeichnen, vor allem von Landschaften. Darin unterrichtete ihn der Maler, Lithograf und Zeichenlehrer Franz Dahmen, der 1829 sein Schwager wurde. Wiesend kopierte mit Leidenschaft Arbeiten zeitgenössischer Künstler wie Johann Jakob Dorner, Max Josef Wagenbauer, Johann Georg von Dillis, sowie Werke der alten Meister und schwankte längere Zeit zwischen der Künstlerlaufbahn und dem Staatsdienst, für den er sich erst 1830 entschied. Seine erste Anstellung führte ihn nach Miesbach, von 1831 bis 1838 arbeitete Wiesend als Assistent am Oberbayerischen Appellationsgericht in Landshut.

### Malerei
Schon Wiesends erste Ölgemälde wurden von prominenten Sammlern angekauft, so sein „Obersee“ (1830) von Herzog Max in Bayern; „Schloss Tirol“ (1830) von Fürst Thurn und Taxis; „Brunnenburg im Thale Meran“ (1835) vom Kronprinzen Maximilian; „Mühle von Weisbach“ (1832); „Golf von Spezia“ (1838); „Golf von Genua“ (1838) von Privaten. Beinahe jährlich ging der Jurist auf Kunstreisen. 1824 nach Tirol, 1834 nach Ober- und Mittelitalien, 1835 nach Kärnten, 1836 nach Oberitalien, 1841 wieder nach Tirol, 1856 und 1875 in den bayrischen und den angrenzenden böhmischen Wald, 1857 in die Ramsau, 1859 nach Hallein, 1861–1866 in die bayerischen Alpen, 1864 in die Schweiz, 1867 in das Stubaital, 1876 in die Steiermark, 1878 in das Salzkammergut.

### Heimathistoriker und Hobby-Archäologe
Neben seiner juristischen Tätigkeit, die ihn schon bald in den Rupertiwinkel führte, ging Wiesend nicht nur seinen künstlerischen Neigungen nach, sondern auch dem Interesse an der Altertumskunde. 1844 veröffentlichte er im Oberbayerischen Archiv für vaterländische Geschichte (IV. Jahrgang, Heft 1) eine Abhandlung über die Auffindung einer wahrscheinlich celtischen Begräbnißstätte zu Fürst, k. Landgerichts Titmaning (Tittmoning), nachdem er vom 16. bis 20. September 1843 nach dem Zufallsfund eines Bauern auf dessen Acker im Ortsteil Pietling archäologische Ausgrabungen durchgeführt hatte. Wiesend war der Ansicht, das Grab einer „im jugendlichen Alter gestorbenen Frau von hohem Range“ aus der Keltenzeit entdeckt zu haben.
Nach zahlreichen weiteren Forschungen in der gesamten Region, etwa über alte Schnitzwerke und mittelalterliche Denkmäler, veröffentlichte Wiesend 1849 einen Katalog der aufgefundenen Altertümer und Bodendenkmäler unter dem Titel Archäologische Funde und Denkmale in den Landgerichtsbezirken Titmanning, Laufen und Burghausen.

### Politische Laufbahn
Am 30. Oktober 1851 rückte Wiesend als Nachfolger für den ausgetretenen Joseph Daxenberger in die bayerische Kammer der Abgeordneten nach, wo er bis 1855 den Wahlbezirk Traunstein vertrat. Vom 23. November 1853 an war er dort Mitglied des Ausschusses für die Untersuchung der Beschwerden wegen Verletzung der Staatsverfassung.

### Landrichter und Mäzen in Burghausen
Nachdem sein Vorgänger erblindet und damit dienstunfähig geworden war, trat Wiesend, der kurz zuvor erst zum Landrichter in Bad Reichenhall befördert worden war, am 27. Januar 1849 die Stelle des Landrichters in Burghausen an. Fortan zeigte der umtriebige Beamte dort außergewöhnliches bürgerschaftliches Engagement und leistete nach Meinung des Geschichtsschreibers Bonifaz Huber in der Salzach-Stadt „in einem Jahrzehnt, was sonst vielleicht in einem Jahrhundert nicht geschehen wäre“. So wurde am 1. April 1854 auf Anregung von Wiesend in Burghausen ein St. Johannes-Verein zur Unterstützung von „Wöchnerinnen und Gesellen“ gegründet, dem eine Suppenküche und eine „Armen-Beschäftigung“ angeschlossen waren. Im Kloster der Englischen Fräulein stiftete er am 29. September desselben Jahres ein Rettungs- und Erziehungshaus für weibliche Dienstboten.

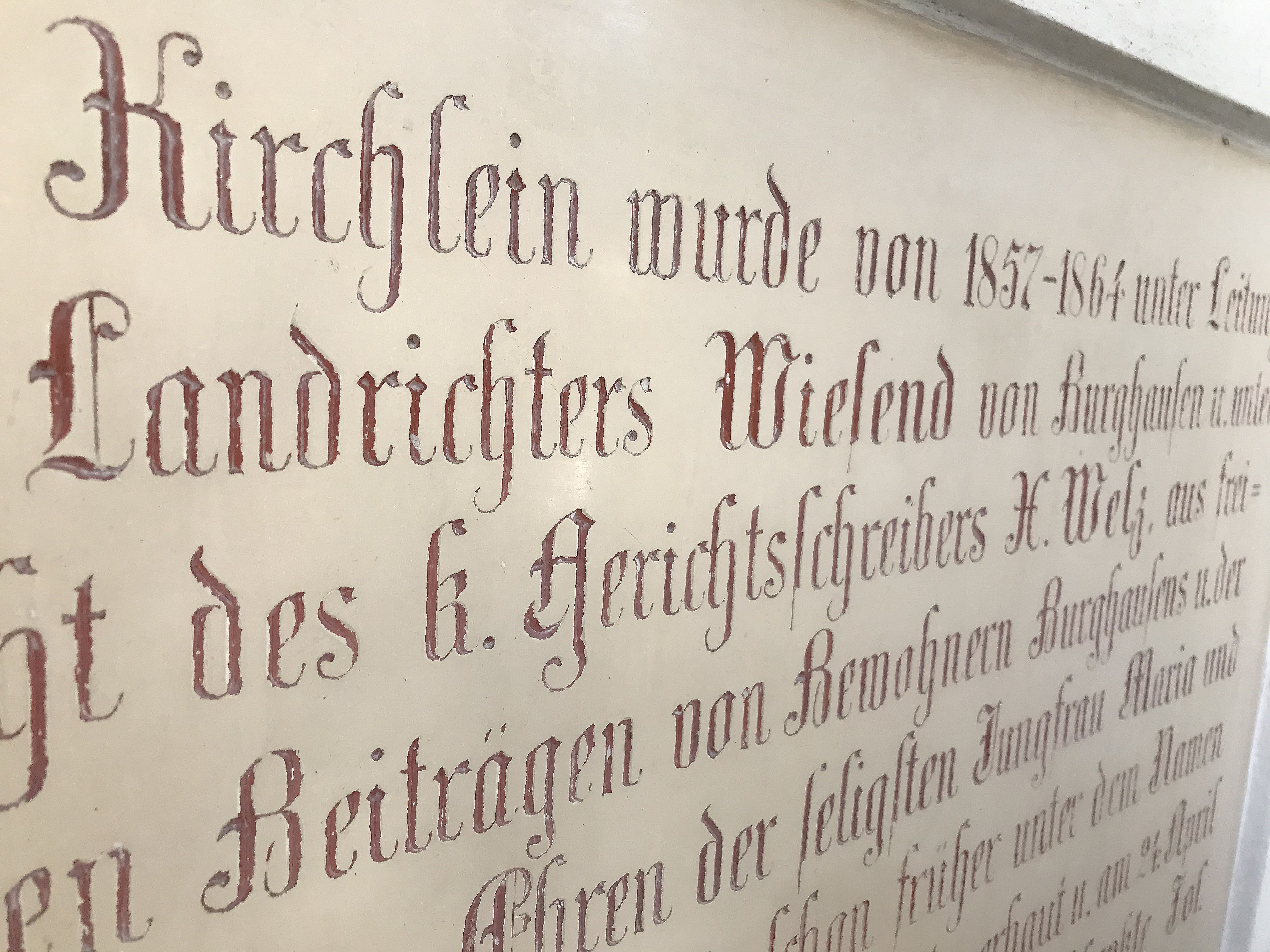
Gedenktafel in der Kümmerniskapelle für Georg Wiesend

Am 23. Mai 1855 beauftragte König Maximilian II. den kunstsinnigen Landrichter mit der umfassenden Restaurierung der Äußeren Schlosskapelle auf der Burghauser Burg („Hedwigskapelle“, erbaut bis 1489). Die umfangreichen Arbeiten, darunter die Herstellung einer neuen Inneneinrichtung samt Orgel und Altären, sowie von sechs in München angefertigten Glasfenstern dauerten bis 1858. Ab 1857 setzte sich Wiesend für den Wiederaufbau einer in der Säkularisation zerstörten Kapelle zu Ehren der Wilgefortis auf dem Hechenberg bei Burghausen ein, zumal einer seiner Amtsvorgänger, der äußerst kirchenkritische Landrichter Franz Graf von Armansperg, den Abriss befördert hatte. Die Erneuerung der Wallfahrtskirche war wegen der hohen Kosten und ihrer Größe politisch höchst umstritten, konnte jedoch 1864 fertiggestellt und der Bau ein Jahr später geweiht werden. Vom Dach des Gebäudes aus zeichnete Wiesend die dortige, spektakuläre Aussicht über die Burghauser Burg mit der Alpenkette im Hintergrund samt Untersberg und Watzmann und veröffentlichte das Werk 1879 als Lichtdruck im ungewöhnlichen Quer-Format von 12 mal 170 cm unter dem Titel Rundsicht vom Höhenberge zunächst Burghausen mit Angabe der neuesten, verlässigsten Höhenmessungen im Metermasse, bei den Gebirgen je nach deren höchsten Erhebungen, bei den Ortschaften nach dem Kirchen- oder Thurmpflaster, auch Flusspegel. Standpunkt der Aufnahme: Plattform am Dache der Kümmerniss-Kapelle.

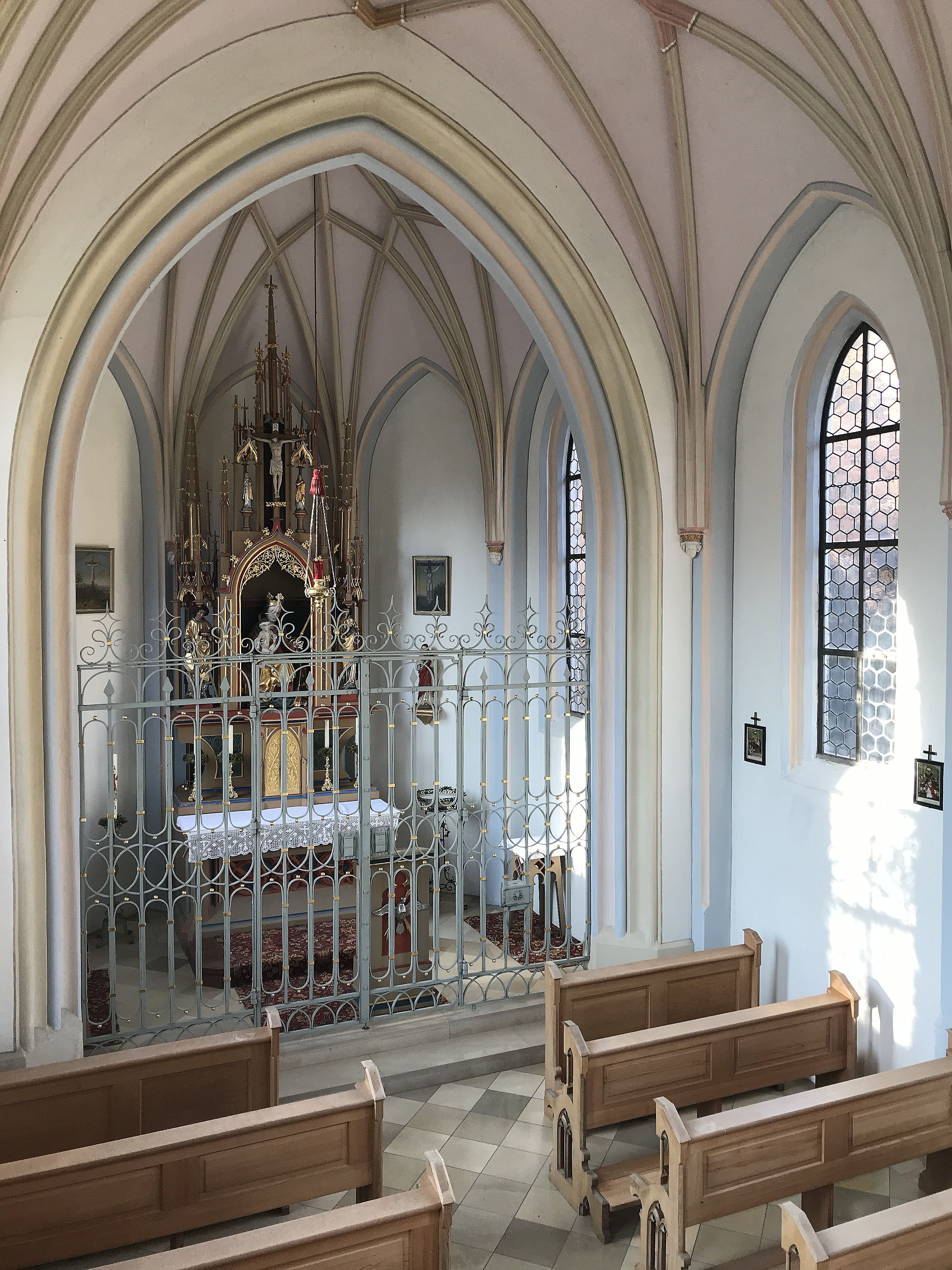
Inneres der Kümmerniskapelle in Burghausen

1858 begründete er ein Distrikts-Krankenhaus im Heiliggeist-Spital der Stadt. Finanziell durch sein Erbe und sein Amt gut ausgestattet, zeigte sich Wiesend auch nach seinem Abschied aus Burghausen gegenüber der Stadt großzügig. So spendete er bei einem Besuch im Juli 1877 zu „Unterrichts- und Wohltätigkeitszwecken“ zweitausend Mark.

### Späte Jahre
1862 wurde Wiesend Bezirksamtmann in Traunstein, 1868 wechselte er in derselben Funktion nach Landau an der Isar. Am 5. Januar 1879 wurde er nach vierzig Dienst- und siebzig Lebensjahren in den Ruhestand versetzt, den er in Berchtesgaden verbrachte, wo sein Sohn als Assessor des Bezirksamtes arbeitete. Obwohl sich Wiesend bei seinem Abschied von Landau jede Feierlichkeit verbeten hatte, wurde ihm eine Serenade im Fackelschein gewidmet, bei der es „großartige Ovationen“ gab. Landau machte ihn, wie 1862 auch Burghausen, zum Ehrenbürger.
Der vielfach ausgezeichnete Jurist (u. a. Ritterkreuz des Ordens vom Hl. Michael, 1859) soll in seiner Karriere insgesamt zwei große Wasserleitungen neu gebaut, 16 Kirchen und 11 Kirchenrestaurationen durchgeführt, acht neue Distriktsstraßen erbaut, fünf bedeutende Straßenerweiterungen beaufsichtigt, 19 Schulhäuser errichtet und die systematische Regulierung der Isar angeregt haben.

### Familie
Wiesend hatte sieben Geschwister, darunter die Brüder Peter, Anton und Otto sowie die Schwestern Fanny, Margaretha, Jeannette, Elise und Josephine. Im Juli 1839 heiratete Wiesend in München Barbara Gerngroß, die Tochter des Oberappellationsrichters Georg Simon Gerngroß.

## Werke
- Georg Wiesend: Alte Schnitzwerke in der Kirche zu Lanzing, in: Oberbayerisches Archiv. Band 5, 1844, S. 130–133
- Georg Wiesend: Bericht über ein mittelalterliches Denkmal auf dem Kirchhofe zu Waging, in: Oberbayerisches Archiv. Band 5, 1844, S. 133–134
- Georg Wiesend: Abhandlung über die Auffindung einer wahrscheinlich celtischen Begräbnißstätte zu Fürst, k. Landgerichts Titmaning, Sonderdruck aus dem Oberbayerischen Archiv für vaterländische Geschichte. IV. Jahrgang, Heft 1, München 1844
- Georg Wiesend: Archäologische Funde und Denkmale in den Landgerichtsbezirken Titmanning, Laufen und Burghausen, München 1849
- Georg Wiesend: Epilog, in: Jahresbericht über das Königliche Erziehungs-Institut für Studirende in München, 1825
- Georg Wiesend: Erwiederung auf die Bemerkungen von Koch-Sternfeld und Matthias Koch über archäologische Funde und Denkmale in den Landgerichtsbezirken Tittmanning, Laufen und Burghausen, in: Oberbayerisches Archiv. Band 12, 1851, S. 297–303 (Replik auf Joseph Ernst von Koch-Sternfeld und Matthias Koch).